# 华文出版社
华文出版社是一家中华人民共和国出版社，成立于1987年，为中共中央统战部直属事业单位之一，2010年成為中國出版集團公司旗下出版社。其出版的书籍主要包括统战工作文件汇编、社会科学专著、海外华人文艺作品等。

## 部分图书
- 华文全球史
- 《乔布斯语录（双语珍藏版）》[1]
- 《赵朴初文集》
- 《天下为公：孙中山传》
- 《我是台湾人，更是中国人》
- 《统一战线人物志》
- 《图说西藏古今》
- 《让历史告诉未来：纪念中国共产党五一口号60周年》
- 《假如给我三天光明》
- 《清宫档案解读》
- 《平凡人鲁迅》
- 《我們誤判了中國：西方政要智囊重構對華認知》

## 外部連結
- 华文出版社